# Yoh
Chao Raja Putra Sadet Chaofa Jaya Yoh (Yuva; * im frühen 19. Jahrhundert in Vientiane; † um 1828) war Kronprinz des Königreichs Vientiane und Maha Uparat (Vizekönig) des Königreichs Champasak.

## Leben
Yoh war der dritte Sohn von König Anuvong (reg. 1805 bis 1828) und wurde von seinem Vater 1804 mit dem Titel Chao Raja Putra bestallt. 1821 ernannte ihn der König von Siam, Rama II., zum Vizekönig von Champasak.
Yoh starb beim Sturz vom Dach einer Pagode, als er nach seiner Flucht aus siamesischer Gefangenschaft vor den Soldaten fliehen wollte.